# Club de Deportes Santiago Morning
Maillots
Dernière mise à jour : 11 juin 2025.
Le Club de Deportes Santiago Morning est un club de football chilien basé à Santiago du Chili.

## Palmarès
- Championnat du Chili :
  - Champion : 1942

## Joueurs emblématiques
- Alexis Machuca
- Esteban Paredes